# Мирончик, Владимир Юстинович
Влади́мир Юсти́нович Миро́нчик (27 марта 1915 год, деревня Ячево —  1990 год) — главный врач клинической больницы № 1 имени З. П. Соловьёва, гор. Гродно, Белорусская ССР. Герой Социалистического Труда (1969). Заслуженный врач Белорусской ССР (1956). Депутат Верховного Совета Белорусской ССР.

## Биография
Родился в 1915 году в крестьянской семье в деревне Ячево (сегодня — Слуцкий район, Минская область). Белорус. В 1934 году окончил среднюю школу № 1 в Слуцке и в 1939 году — Минский медицинский институт. С 1939 года работал главврачом в участковой больнице в деревне Черница. Участвовал в Великой Отечественной войне. После демобилизации в 1946 году работал хирургом 2-й городской больницы, начальником станции скорой помощи, с 1950 года — главным врачом и заведующим хирургическим отделением первой городской клинической больницы в Гродно. С 1958 года — ассистент кафедры общей хирургии Гродненского медицинского института.
Во время его руководства был построен новый корпус больницы, открыты новые онкологическое и хирургическое отделения. Сделал более 17 тысяч операций. Стал инициатором социалистического движения «Честь больницы — твоя честь». Указом Президиума Верховного Совета СССР от 4 февраля 1969 года за выдающиеся достижения в области охраны здоровья советского народа удостоен звания Героя Социалистического Труда с вручением ордена Ленина и золотой медали «Серп и Молот».
Избирался депутатом Верховного Совета Белорусской ССР.
Скончался в 1990 году.

## Награды
- Орден Ленина
- Орден Красной Звезды (26.12.1944)
- Орден «Знак Почёта» (11.02.1961)
- Медаль «За трудовое отличие» (14.04.1951)